# Oleksandr Pol

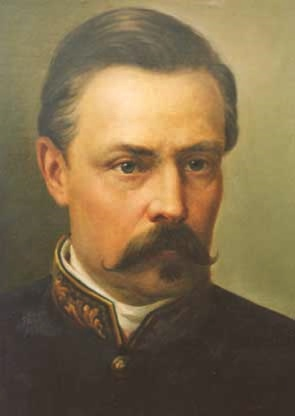
Oleksandr Pol

Oleksandr Mykolajowytsch Pol (ukrainisch Олександр Миколайович Поль, russisch Александр Николаевич Поль Alexander Nikolajewitsch Pol; * 20. Augustjul. / 1. September 1832greg. in Malooleksandriwka, Gouvernement Jekaterinoslaw, Russisches Kaiserreich; † 26. Julijul. / 7. August 1890greg. Jekaterinoslaw, Gouvernement Jekaterinoslaw, Russisches Kaiserreich) war ein ukrainisch-russischer Geologe, Ethnograph, Archäologe und Geschäftsmann.

## Leben
Oleksandr Pol kam als Sohn eines deutsch-baltischen adeligen Vaters und einer dem Kosakengeschlecht des Hetmans Pawlo Polubotok entstammenden Mutter im heutigen Dorf Poliwske (Полівське, heute zur Gemeinde Maloolexandriwka, Rajon Werchnjodniprowsk in der ukrainischen Oblast Dnipropetrowsk) zur Welt.
Pol erlangte 1850 seine Hochschulreife am Gouvernement-Gymnasium im Poltawa und studierte im Anschluss an einer der besten Universitäten des Reiches, der Kaiserlichen Universität Dorpat. Diese absolvierte er 1854 mit einem Abschluss als Jurist und Kandidat der Diplomatischen Wissenschaften. Nach seinem Studium ließ er sich 1854 auf seinem Familienbesitz nieder.
Er widmete sich fortan, neben seinem politischen Engagement – er war unter anderem gewählter Abgeordneter des Gouvernement Jekaterinoslaw in Sankt Petersburg – der lokalen Geschichte und Archäologie sowie ethnographischen Studien. Die bei seinen archäologischen Expeditionen gefundenen Gegenstände sammelte und systematisierte er, so dass er zu einer großen Sammlung von Altertümern aus der Stein-, Bronze- und Eisenzeit kam. Außerdem beinhaltete seine Sammlung Artefakte der Saporoger Kosaken und Fundstücke aus antiken griechischen Siedlungen und skythischen Grabhügeln. Kurz vor seinem Tod schätzten britische Experten den Wert seiner Antikensammlung und wollten sie für 100.000 Silberdollar kaufen. Pol wollte sie aber seinem Heimatland erhalten und so kam der größte Teil seiner Sammlung an das Historische Museum Jekaterinoslaw, das daraufhin nach ihm benannt wurde. Pol war ein Experte der ukrainischen Geschichte und unter Historikern und Archäologen war er als ernsthafter Wissenschaftler bekannt. Unter anderem war er von 1870 an ein vollwertiges Mitglied der Gesellschaft für Geschichte und Altertumswissenschaften in Odessa, veröffentlichte wissenschaftliche Artikel und nahm an archäologischen Kongressen teil.
1866 stieß er, während archäologischer Forschungen in den Flussauen des Saksahan, unerwartet am rechten Ufer des Flusses in der Nähe des Dorfes Krywyj Rih auf freiliegende Schichten von Eisenerz.
1873 gründete er die „Gesellschaft des Kriwoi Roger Erzes“, die professionellen Erzabbau betrieb und so zum Wachstum und Wohlstand der Stadt Krywyj Rih führte.
Im Jahr 1874 waren die Erzlagerstätten weitgehend erkundet, und 1883 bauten 100 Arbeiter bereits 1,5 Millionen Pud (1 Pud = 16,36 Kilogramm) Erz in der Saksahan-Mine ab.
Vor der Eröffnung der Katharinenbahn wurde das geförderte Erz so gut wie nicht abtransportiert, sondern gelagert, sodass in den Jahren 1881 bis 1883 lediglich 83.000 Pud und im Jahr der Eröffnung der Eisenbahnstrecke bereits 2,1 Millionen Pud Eisenerz aus dem Krywbass abtransportiert wurden.
Im Jahr 1890 nahm das Krywbass den ersten Platz der Eisenerzförderung im Russischen Reich und die Katharinenbahn den ersten Platz hinsichtlich des Verkehrsaufkommen ein. 1902, nur 10 Jahre nach dem Tod von Oleksandr Pol, gab es im Krywbass bereits 79 Bergwerke.

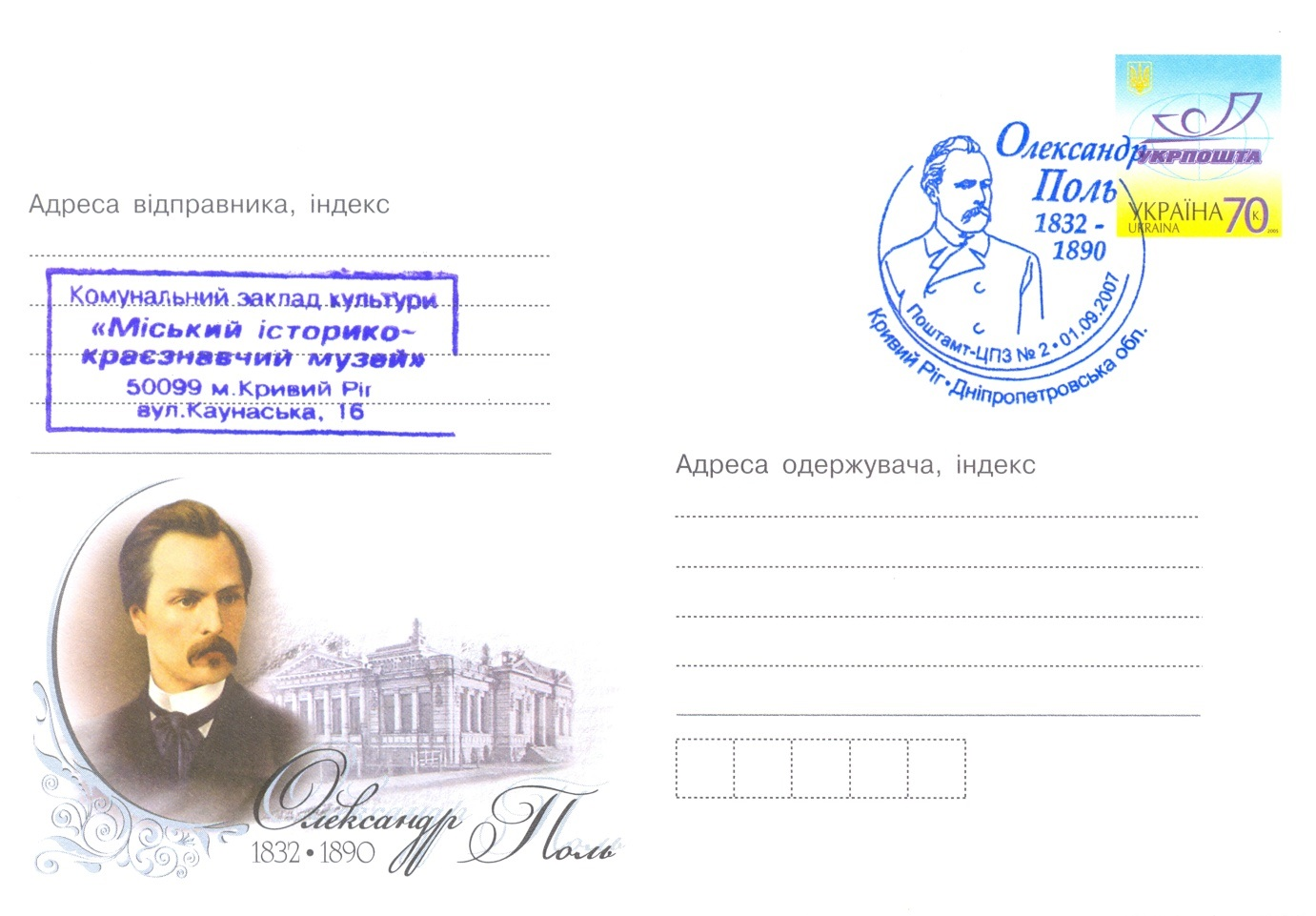
Ukrainische Postkarte von 2007 zur Erinnerung an Oleksandr Pol

## Ehrungen
- Sankt-Stanislaus-Orden[5]
- Erster Ehrenbürger der Stadt Jekaterinoslaw (Dnipro)[6]
- Ehrenbürger der Stadt Krywyj Rih[3]
- In Krywyj Rih wurde erstmals 1908 ein Denkmal zu seinem Gedenken errichtet. Das aktuelle Denkmal in der Stadt wurde 2005 aufgestellt.[3]